# Kongliga Svenska Vetenskaps Academiens Handlingar, n.s.
Kongliga Svenska Vetenskaps Academiens Handlingar, n.s. (abreviado Kongl. Svenska Vetensk. Acad. Handl., n.s.) fue una revista ilustrada con descripciones botánicas que fue editada en Suecia desde el año 1855 hasta 1923.  Fue precedida por Kongliga Svenska Vetenskaps Academiens Handlingar y reemplazada por Kongliga Svenska Vetenskaps Academiens Handlingar. ser. 3